# Coelopa stejnegeri
Coelopa stejnegeri är en tvåvingeart som beskrevs av Aldrich 1929. Coelopa stejnegeri ingår i släktet Coelopa och familjen tångflugor. Inga underarter finns listade i Catalogue of Life.